# مخزن سد اوگلیچ
مخزن سد اوگلیچ (انگلیسی: Uglich Reservoir) یک دریاچه سد در استان یاروسلاول کشور روسیه است.